# Campionato mondiale per club FIVB 2021 (maschile)
Il campionato mondiale per club FIVB 2021 si è svolto dal 7 all'11 dicembre 2021 a Betim, in Brasile: al torneo hanno partecipato sei squadre di club e la vittoria finale è andata per la quarta volta al Sada.

## Regolamento

### Formula
La formula ha previsto:
- Fase a gironi, disputata con girone all'italiana: le prime due classificate di ogni girone hanno acceduto alla fase finale.
- Fase finale, disputata con semifinali, finale per il terzo posto e finale.

### Criteri di classifica
Se il risultato finale è stato di 3-0 o 3-1 sono stati assegnati 3 punti alla squadra vincente e 0 a quella sconfitta, se il risultato finale è stato di 3-2 sono stati assegnati 2 punti alla squadra vincente e 1 a quella sconfitta.
L'ordine del posizionamento in classifica è stato definito in base a:
- Numero di partite vinte;
- Punti;
- Ratio dei set vinti/persi;
- Ratio dei punti realizzati/subiti;
- Risultati degli scontri diretti;
- Classifica avulsa.

## Squadre partecipanti
| Squadra               | Qualificazione                              |
| --------------------- | ------------------------------------------- |
| UPCN                  | 2ª al campionato sudamericano per club 2020 |
| Funvic                | 1ª alla Superliga Série A 2020-21           |
| Sada                  | Squadra organizzatrice                      |
| Foolad Sirjan Iranian | 1ª all'AVC Club Championships 2021          |
| Lube                  | Wild card                                   |
| Trentino              | 2ª alla CEV Champions League 2020-21        |

## Torneo

### Fase a gironi
| Girone A | Girone B              |
| -------- | --------------------- |
| UPCN     | Sada                  |
| Funvic   | Foolad Sirjan Iranian |
| Lube     | Trentino              |

#### Girone A

##### Risultati
| 7 dicembre 2021 Ginásio Divino Braga, Betim Durata: 1h:52 - Spettatori: 1 000 | Funvic | 3 - 2 | UPCN   | 21-25, 22-25, 25-20, 25-21, 15-12 |
| 8 dicembre 2021 Ginásio Divino Braga, Betim Durata: 1h:02 - Spettatori: 500   | Lube   | 3 - 0 | UPCN   | 25-19, 25-13, 25-21               |
| 9 dicembre 2021 Ginásio Divino Braga, Betim Durata: 1h:08 - Spettatori: 1 100 | Lube   | 3 - 0 | Funvic | 25-22, 25-20, 25-16               |

##### Classifica
| Pos. | Squadra | Pt | G | V | P | SV | SP | Ratio | PF  | PS  | Ratio |
| ---- | ------- | -- | - | - | - | -- | -- | ----- | --- | --- | ----- |
| 1.   | Lube    | 6  | 2 | 2 | 0 | 6  | 0  | MAX   | 150 | 111 | 1,351 |
| 2.   | Funvic  | 2  | 2 | 1 | 1 | 3  | 5  | 0,600 | 166 | 178 | 0,932 |
| 3.   | UPCN    | 1  | 2 | 0 | 2 | 2  | 6  | 0,333 | 156 | 183 | 0,852 |

      Qualificata alle semifinali.

#### Girone B

##### Risultati
| 7 dicembre 2021 Ginásio Divino Braga, Betim Durata: 1h:10 - Spettatori: 3 200 | Foolad Sirjan Iranian | 0 - 3 | Sada     | 20-25, 16-25, 16-25 |
| 8 dicembre 2021 Ginásio Divino Braga, Betim Durata: 1h:05 - Spettatori: 1 100 | Foolad Sirjan Iranian | 0 - 3 | Trentino | 18-25, 22-25, 19-25 |
| 9 dicembre 2021 Ginásio Divino Braga, Betim Durata: 1h:09 - Spettatori: 4 400 | Trentino              | 0 - 3 | Sada     | 19-25, 23-25, 18-25 |

##### Classifica
| Pos. | Squadra               | Pt | G | V | P | SV | SP | Ratio | PF  | PS  | Ratio |
| ---- | --------------------- | -- | - | - | - | -- | -- | ----- | --- | --- | ----- |
| 1.   | Sada                  | 6  | 2 | 2 | 0 | 6  | 0  | MAX   | 150 | 112 | 1,339 |
| 2.   | Trentino              | 3  | 2 | 1 | 1 | 3  | 3  | 1,000 | 135 | 134 | 1,007 |
| 3.   | Foolad Sirjan Iranian | 0  | 2 | 0 | 2 | 0  | 6  | 0,000 | 111 | 150 | 0,740 |

      Qualificata alle semifinali.

### Fase finale
|  | Semifinali | Semifinali | Semifinali |                 |    | Finale | Finale   | Finale |
|  |            |            |            |                 |    |        |          |        |
|  | 1A         | Lube       | 3          |                 |    |        |          |        |
|  | 1A         | Lube       | 3          |                 |    |        |          |        |
|  | 2B         | Trentino   | 2          |                 |    |        |          |        |
|  | 2B         | Trentino   | 2          |                 | 1A | Lube   | 0        |        |
|  |            |            |            |                 | 1A | Lube   | 0        |        |
|  |            |            |            |                 |    | 1B     | Sada     | 3      |
|  | 2A         | Funvic     | 1          |                 |    | 1B     | Sada     | 3      |
|  | 2A         | Funvic     | 1          |                 |    |        |          |        |
|  | 1B         | Sada       | 3          |                 |    |        |          |        |
|  | 1B         | Sada       | 3          | Finale 3° posto |    |        |          |        |
|  |            |            |            |                 |    |        |          |        |
|  |            |            |            |                 |    | 2B     | Trentino | 3      |
|  |            |            |            |                 |    | 2B     | Trentino | 3      |
|  |            |            |            |                 |    | 2A     | Funvic   | 0      |

#### Semifinali
| 10 dicembre 2021 Ginásio Divino Braga, Betim Durata: 2h:00 - Spettatori: 1 000 | Lube   | 3 - 2 | Trentino | 25-20, 22-25, 23-25, 25-20, 21-19 |
| 10 dicembre 2021 Ginásio Divino Braga, Betim Durata: 1h:32 - Spettatori: 4 000 | Funvic | 1 - 3 | Sada     | 17-25, 22-25, 25-23, 18-25        |

#### Finale 3º posto
| 11 dicembre 2021 Ginásio Divino Braga, Betim Durata: 1h:01 - Spettatori: 1 500 | Trentino | 3 - 0 | Funvic | 25-18, 25-18, 25-18 |

#### Finale
| 11 dicembre 2021 Ginásio Divino Braga, Betim Durata: 1h:14 - Spettatori: 4 800 | Lube | 0 - 3 | Sada | 17-25, 22-25, 23-25 |

## Classifica finale
| Pos | Squadre               |
| --- | --------------------- |
|     | Sada                  |
|     | Lube                  |
|     | Trentino              |
| 4   | Funvic                |
| 5   | UPCN                  |
| 6   | Foolad Sirjan Iranian |

## Premi individuali
| Premio                | Nome                   | Squadra  |
| --------------------- | ---------------------- | -------- |
| MVP                   | Miguel Ángel López     | Sada     |
| Miglior palleggiatore | Fernando Kreling       | Sada     |
| Miglior opposto       | Wallace de Souza       | Sada     |
| Miglior schiacciatore | Miguel Ángel López     | Sada     |
| Miglior schiacciatore | Alessandro Michieletto | Trentino |
| Miglior centrale      | Otávio Pinto           | Sada     |
| Miglior centrale      | Robertlandy Simón      | Lube     |
| Miglior libero        | Fabio Balaso           | Lube     |

## Statistiche
| Rendimento individuale | Rendimento individuale | Rendimento individuale | Rendimento individuale |
| Pos.                   | Nome                   | Punti                  | Squadra                |
| ---------------------- | ---------------------- | ---------------------- | ---------------------- |
| 1                      | Marlon Yant            | 68                     | Lube                   |
| 2                      | Alessandro Michieletto | 63                     | Trentino               |
| 3                      | Miguel Ángel López     | 59                     | Sada                   |
| 4                      | Daniele Lavia          | 57                     | Trentino               |
| 5                      | Wallace de Souza       | 51                     | Sada                   |

| Attacchi vincenti | Attacchi vincenti      | Attacchi vincenti | Attacchi vincenti |
| Pos.              | Nome                   | Punti             | Squadra           |
| ----------------- | ---------------------- | ----------------- | ----------------- |
| 1                 | Marlon Yant            | 57                | Lube              |
| 1                 | Alessandro Michieletto | 57                | Trentino          |
| 3                 | Daniele Lavia          | 54                | Trentino          |
| 4                 | Miguel Ángel López     | 51                | Sada              |
| 5                 | Wallace de Souza       | 43                | Sada              |

| Muri vincenti | Muri vincenti     | Muri vincenti | Muri vincenti |
| Pos.          | Nome              | Punti         | Squadra       |
| ------------- | ----------------- | ------------- | ------------- |
| 1             | Otávio Pinto      | 12            | Sada          |
| 2             | Patrick Gasman    | 10            | Funvic        |
| 2             | Srećko Lisinac    | 10            | Trentino      |
| 4             | Marko Podraščanin | 21            | Trentino      |
| 5             | Robertlandy Simón | 17            | Lube          |

| Battute vincenti | Battute vincenti  | Battute vincenti | Battute vincenti |
| Pos.             | Nome              | Punti            | Squadra          |
| ---------------- | ----------------- | ---------------- | ---------------- |
| 1                | Rodrigo Leão      | 8                | Sada             |
| 2                | Luciano De Cecco  | 6                | Lube             |
| 2                | Marlon Yant       | 6                | Lube             |
| 4                | Ricardo Lucarelli | 5                | Lube             |
| 4                | Matej Kazijski    | 5                | Trentino         |